# NCT (hudební skupina)
NCT (korejsky: 엔시티) je jihokorejská hudební skupina vytvořená společností SM Entertainment. NCT je zkratka anglického Neo Culture Technology. NCT má v současnosti 6 podskupin (NCT U, NCT 127, NCT Dream, NCT Dojaejung, NCT Wish a WayV) a dohromady 25 členů.

## Členové

### Současní členové
| Jméno            | Datum debutu     | Podskupina | Podskupina | Podskupina | Podskupina |           |      | Národnost   | Datum narození     | Poznámka          |
| ---------------- | ---------------- | ---------- | ---------- | ---------- | ---------- | --------- | ---- | ----------- | ------------------ | ----------------- |
| Jméno            | Datum debutu     | U          | 127        | Dream      | WayV       | Dojaejung | Wish | Národnost   | Datum narození     | Poznámka          |
| Doyoung (도영)   | 9. dubna 2016    |            |            |            |            |           |      | Jižní Korea | 1. února 1996      |                   |
| Jaehyun (재현)   | 9. dubna 2016    |            |            |            |            |           |      | Jižní Korea | 14. února 1997     |                   |
| Taeyong (태용)   | 15. dubna 2016   |            |            |            |            |           |      | Jižní Korea | 1. července 1995   | lídr NCT, NCT 127 |
| Ten (텐)         | 15. dubna 2016   |            |            |            |            |           |      | Thajsko     | 27. února 1996     |                   |
| Mark (마크)      | 15. dubna 2016   |            |            |            |            |           |      | Kanada      | 2. srpna 1999      | lídr NCT Dream    |
| Yuta (유타)      | 7. července 2016 |            |            |            |            |           |      | Japonsko    | 26. října 1995     |                   |
| Winwin (윈윈)    | 7. července 2016 |            |            |            |            |           |      | Čína        | 28. října 1997     |                   |
| Haechan (해찬)   | 7. července 2016 |            |            |            |            |           |      | Jižní Korea | 6. června 2000     |                   |
| Renjun (런쥔)    | 25. srpna 2016   |            |            |            |            |           |      | Čína        | 23. března 2000    |                   |
| Jeno (제노)      | 25. srpna 2016   |            |            |            |            |           |      | Jižní Korea | 23. dubna 2000     |                   |
| Jaemin (재민)    | 25. srpna 2016   |            |            |            |            |           |      | Jižní Korea | 13. srpna 2000     |                   |
| Chenle (천러)    | 25. srpna 2016   |            |            |            |            |           |      | Čína        | 22. listopadu 2001 |                   |
| Jisung (지성)    | 25. srpna 2016   |            |            |            |            |           |      | Jižní Korea | 5. února 2002      |                   |
| Johnny (쟈니)    | 5. ledna 2017    |            |            |            |            |           |      | USA         | 9. února 1995      |                   |
| Jungwoo (정우)   | 22. února 2018   |            |            |            |            |           |      | Jižní Korea | 19. února 1998     |                   |
| Kun (쿤)         | 18. dubna 2018   |            |            |            |            |           |      | Čína        | 1. ledna 1996      | lídr WayV         |
| Xiaojun (샤오쥔) | 17. ledna 2019   |            |            |            |            |           |      | Čína        | 8. srpna 1999      |                   |
| Hendery (헨드리) | 17. ledna 2019   |            |            |            |            |           |      | Čína        | 28. září 1999      |                   |
| Yangyang (양양)  | 17. ledna 2019   |            |            |            |            |           |      | Tchaj-wan   | 10. října 2000     |                   |
| Sion (시온)      | 28. února 2024   |            |            |            |            |           |      | Jižní Korea | 11. května 2002    | lídr NCT Wish     |
| Riku (리쿠)      | 28. února 2024   |            |            |            |            |           |      | Japonsko    | 28. června 2003    |                   |
| Yushi (유우시)   | 28. února 2024   |            |            |            |            |           |      | Japonsko    | 5. dubna 2004      |                   |
| Jaehee (재희)    | 28. února 2024   |            |            |            |            |           |      | Jižní Korea | 21. června 2005    |                   |
| Ryo (료)         | 28. února 2024   |            |            |            |            |           |      | Japonsko    | 4. srpna 2007      |                   |
| Sakuya (사쿠야)  | 28. února 2024   |            |            |            |            |           |      | Japonsko    | 18. listopadu 2007 |                   |

### Bývalý členové
V září 2021 po kontroverzi s bývalými přítelkyněmi, se Lucas stáhnul ze všech akcí spojených se skupinou. V květnu 2023 oznámil, že ve skupině končí a začne se věnovat sólovým aktivitám.
24. května 2023 bylo společností SM vydáno prohlášení, že Shotaro a Sungchan již nadále nebudou součástí skupiny NCT. V budoucnu se ale stanou součástí prozatím nejmenované skupiny.
- Lucas
- Shotaro
- Sungchan

### Podskupiny
- NCT U – členové se mění dle konceptu
- NCT 127 – Johnny, Taeyong, Yuta, Doyoung, Jaehyun, Winwin, Jungwoo, Mark, Haechan
- NCT Dream – Mark, Renjun, Jeno, Haechan, Jaemin, Chenle, Jisung
- NCT Dojaejung – Doyoung, Jaehyun, Jungwoo
- WayV – Kun, Ten, Winwin, Xiaojun, Hendery, Yangyang
  - WayV-Kun & Xiaojun – Kun, Xiaojun[7]
  - WayV-Ten & Yangyang – Ten, Yangyang[8]
  - WayV-Lucas & Hendery - Lucas, Hendery (podskupina se rozpadla kvůli odchodu Lucase ze skupiny)

- NCT Wish - Sion, Riku, Yushi, Jaehee, Ryo, Sakuya

## Diskografie

### Alba
- NCT 2018 Empathy (2018)
- NCT 2020 Resonance Pt. 1 (2020)
- NCT 2020 Resonance Pt. 2 (2020)
- Universe (2021)
- Golden Age (2023)